# 王冠藤壶属
王冠藤壶属（学名：Stephanolepas）原为扁藤壶科的一个属，Chan等人在2021年发表的研究，将王冠藤壶属（Stephanolepas）移动到龟藤壶科（Chelonibiidae）。

## 下级分类
本属包括以下物种：
- 刺王冠藤壶 Stephanolepas muricata Fischer, 1886